# 善進町
善進町（ぜんしんちょう）は、愛知県名古屋市港区の町名。現行行政地名は善進町1丁目から善進町6丁目と善進町8丁目。住居表示未実施。

## 地理
名古屋市港区の中央部に位置する。南北に分断されており、北側の地区は東と南に善北町、西に油屋町、北に入場と接する。南に位置する8丁目は東に善南町、南に十一屋町、北西に高木町と油屋町と接する。

## 歴史

### 町名の由来
詳細は不明だが、かつて村内の若者衆の会合として「善進」の呼称が使われていたことによるという。

### 沿革
- 1952年（昭和27年）1月1日 - 港区寛政町・十一屋町・当知町・油屋町の各一部より、同区善進町が成立[1]。
- 1956年（昭和32年）8月1日 - 寛政町の一部を編入[1]。
- 1968年（昭和43年）3月26日 - 一部が善北町・善南町・善進本町・十一屋三丁目となる[1]。
- 1982年（昭和57年）6月13日 - 一部が入場二丁目となる[9]。

## 世帯数と人口
2019年（平成31年）3月1日現在の世帯数と人口は以下の通りである。
| 町丁   | 世帯数  | 人口  |
| ------ | ------- | ----- |
| 善進町 | 331世帯 | 794人 |

### 人口の変遷
国勢調査による人口の推移
| 1995年（平成7年）  | 939人 | [ 10 ] |  |
| 2000年（平成12年） | 887人 | [ 11 ] |  |
| 2005年（平成17年） | 756人 | [ 12 ] |  |
| 2010年（平成22年） | 741人 | [ 13 ] |  |
| 2015年（平成27年） | 766人 | [ 14 ] |  |

## 学区
市立小・中学校に通う場合、学校等は以下の通りとなる。また、公立高等学校に通う場合の学区は以下の通りとなる。なお、小・中学校は学校選択制度を導入しておらず、番毎で各学校に指定されている。
| 丁目        | 小学校                                    | 中学校                                    | 高等学校 |
| ----------- | ----------------------------------------- | ----------------------------------------- | -------- |
| 善進町1丁目 | 名古屋市立高木小学校                      | 名古屋市立宝神中学校                      | 尾張学区 |
| 善進町2丁目 | 名古屋市立高木小学校 名古屋市立当知小学校 | 名古屋市立宝神中学校 名古屋市立当知中学校 | 尾張学区 |
| 善進町3丁目 | 名古屋市立高木小学校                      | 名古屋市立宝神中学校                      | 尾張学区 |
| 善進町4丁目 | 名古屋市立高木小学校                      | 名古屋市立宝神中学校                      | 尾張学区 |
| 善進町5丁目 | 名古屋市立高木小学校                      | 名古屋市立宝神中学校                      | 尾張学区 |
| 善進町6丁目 | 名古屋市立高木小学校                      | 名古屋市立宝神中学校                      | 尾張学区 |
| 善進町8丁目 | 名古屋市立高木小学校                      | 名古屋市立宝神中学校                      | 尾張学区 |

## 施設
- 神明社 - 熱田前新田の内、荒子川以西の西ノ割の氏神として享和2年に創建された[17]。
- 正端寺[7]

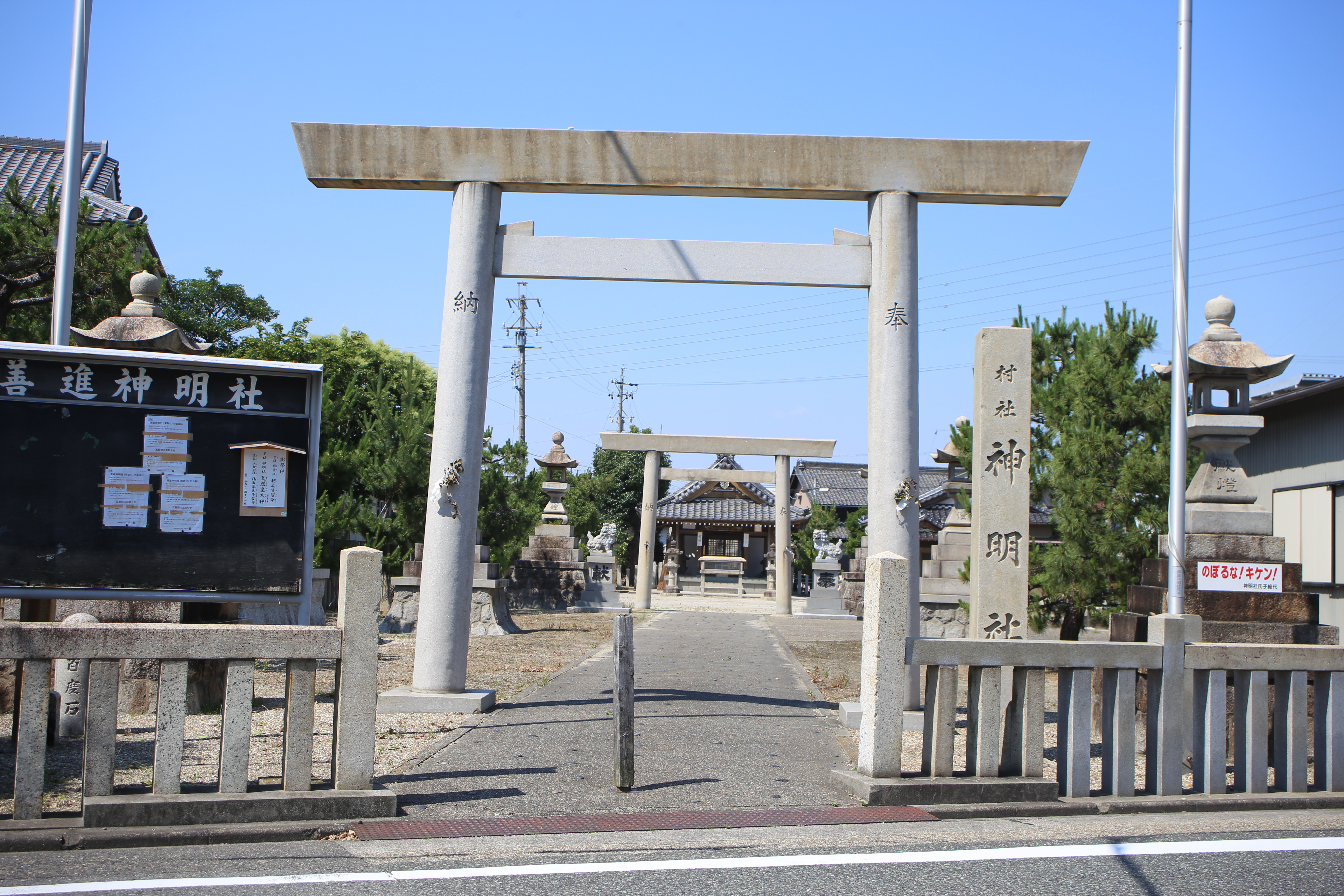
神明社
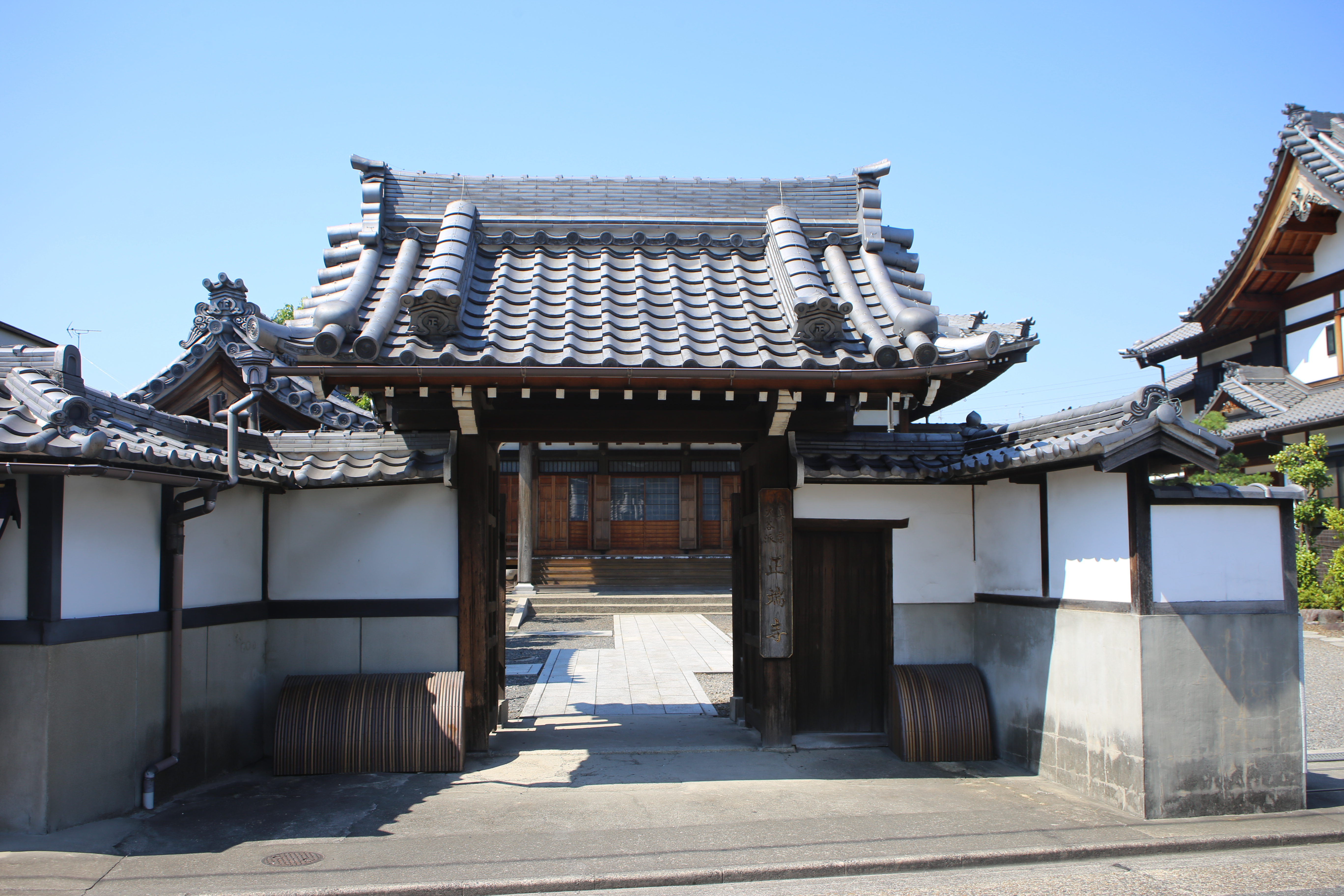
正端寺

## その他

### 日本郵便
- 郵便番号 : 455-0811[4]（集配局：名古屋港郵便局[18]）。